# Balistes capriscus
Balistes capriscus (sinónimo Balistes carolinensis, nombre común en Canarias gallo gris y en Galicia ballesta) es una especie de peces de la familia Balistidae en el orden de los Tetraodontiformes.

## Morfología
- Su talla máxima es de 60 cm.
- El cuerpo es oval, muy comprimido lateralmente y alto.
- La piel es coriácea.
- La boca es pequeña con los labios carnosos y provista de 8 dientes incisivos muy fuertes.
- Los ojos son pequeños y se encuentran en la parte superior de la cabeza.
- El opérculo es muy pequeño y se encuentra por encima de las pectorales.
- Tiene dos aletas dorsales, la primera tiene tres espinas y se encuentra insertada dentro de un surco y puede levantarla violentamente para defenderse.
- La segunda dorsal es similar a la anal.
- Las pélvicas están transformadas en una placa móvil y rugosa.
- Es de color gris con tonos azules y violetas. El vientre es claro.

## Reproducción
A principios de verano se puede ver unos agujeros bastante grandes en la arena: se trata de los nidos que hacen para realizar la puesta. Guardan la puesta atacando todo lo que se aproxima. Las hembras hacen los nidos soplando y los machos guardan la puesta. La incubación dura 2-3 días. Las larvas son planctónicas.

## Alimentación
Come crustáceos (los gira con un soplo y ataca el vientre), gusanos, equinodermos y moluscos.

## Hábitat
Aparece en todo tipo de fondos, praderas, zonas rocosas  y, principalmente, arenosas entre los 10 y 100 m de profundidad. También aparece en los puertos y bajo objetos flotantes.

## Distribución geográfica
Está presente en todo el Mediterráneo y el Atlántico (desde Gibraltar hasta Angola y desde Nueva Escocia hasta Argentina).

## Depredadores
Sus principales enemigos naturales son Thunnus albacares  ,  Coryphaena hippurus.

## Galería de imágenes

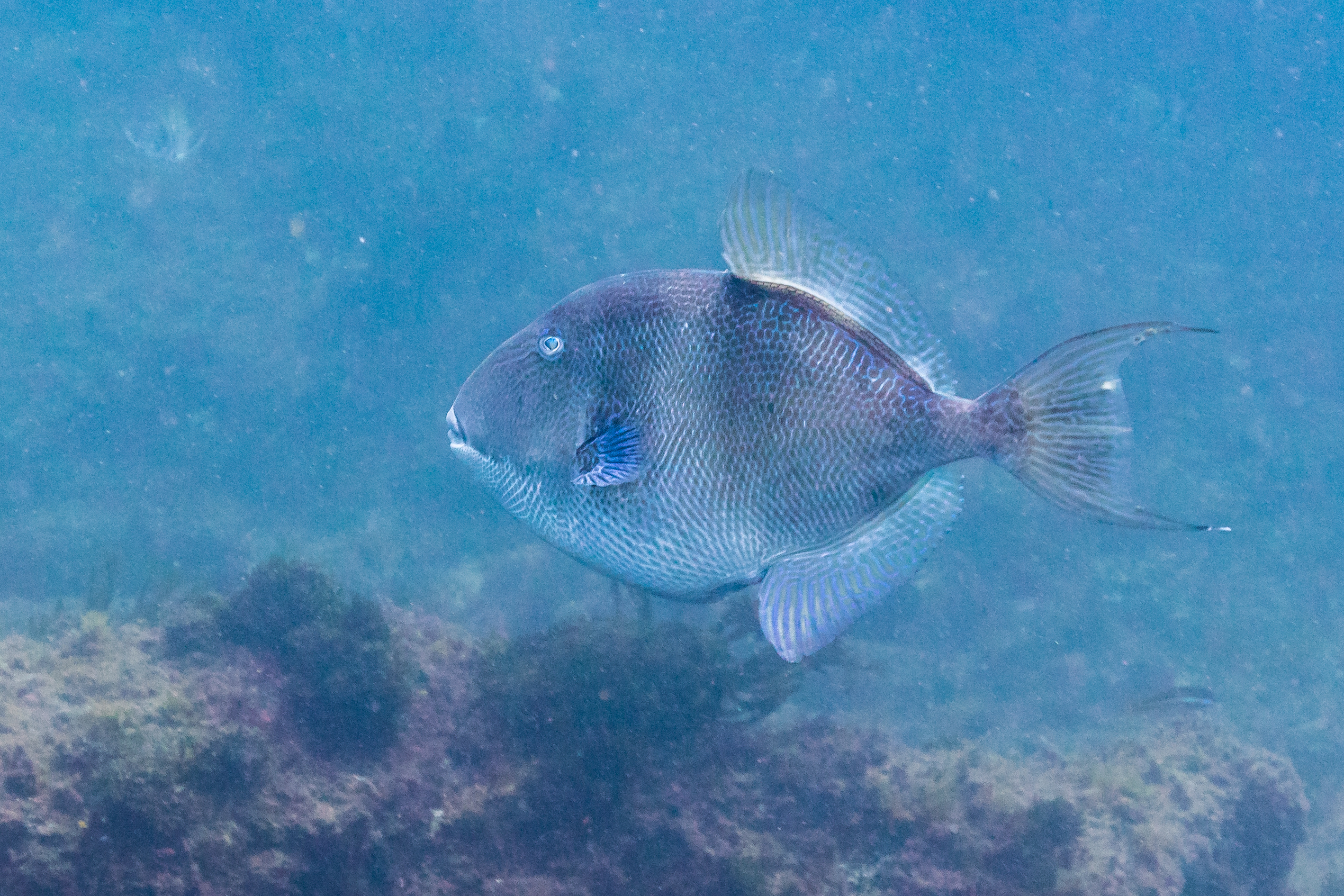
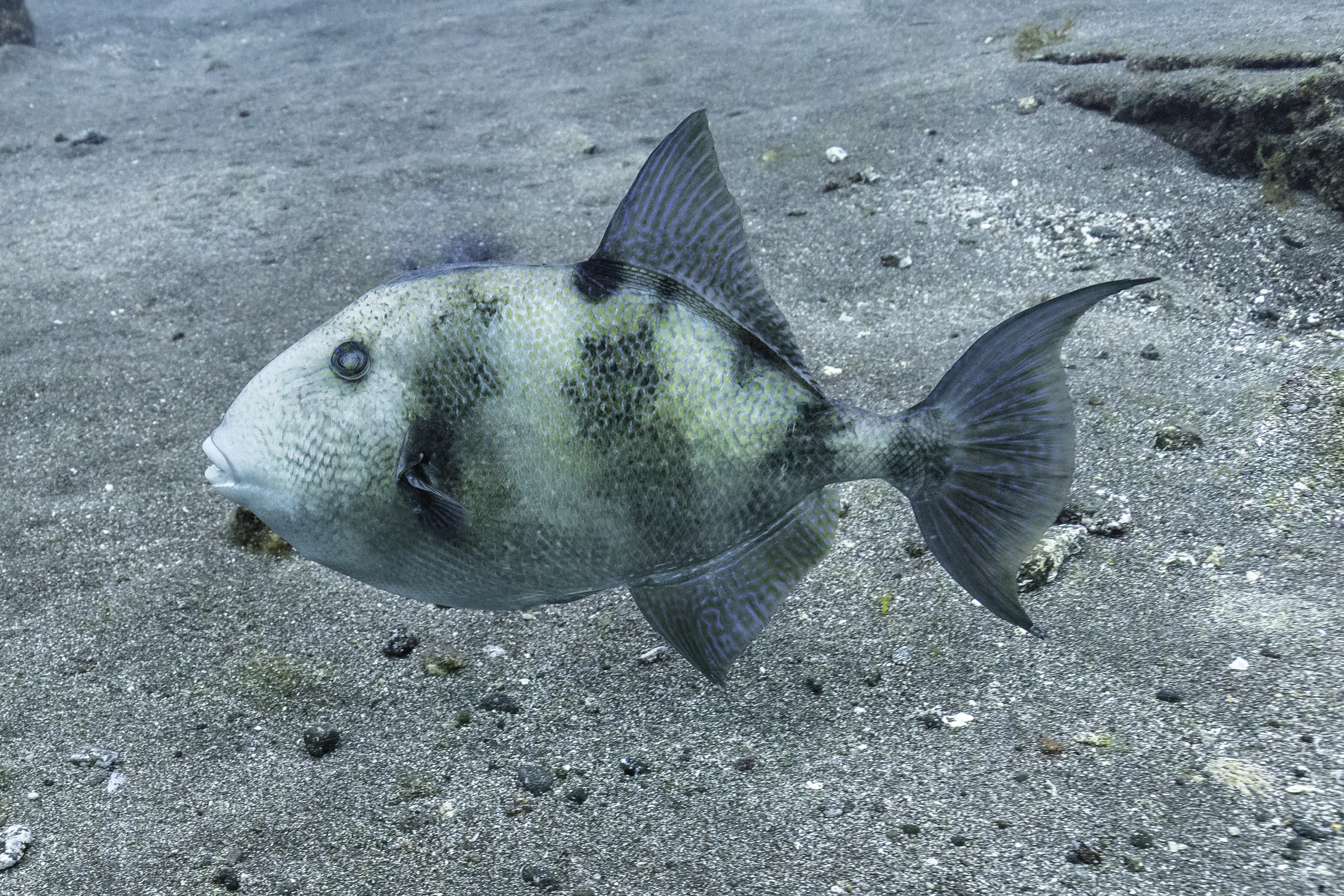
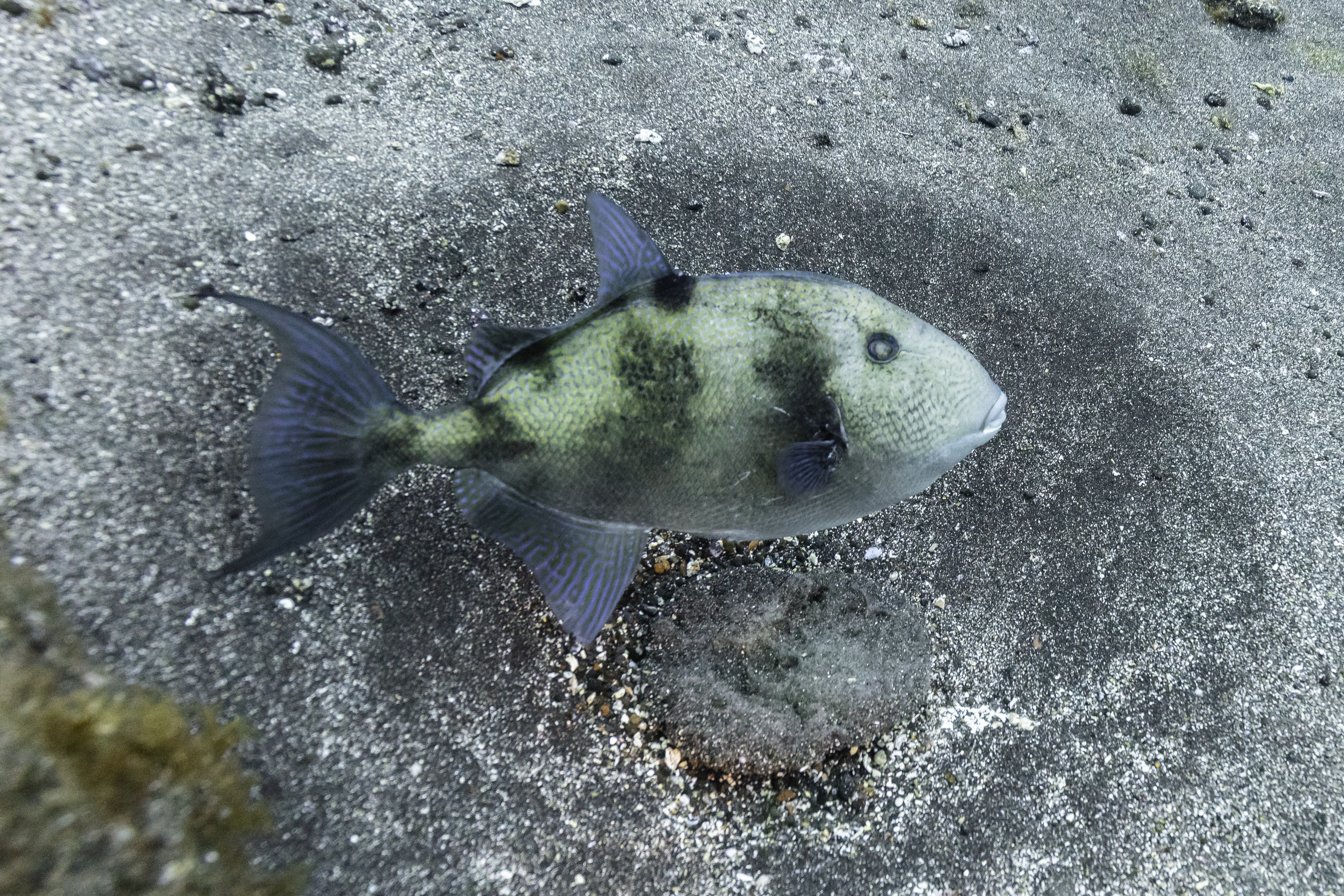
Pez ballesta vigilando las huevas.
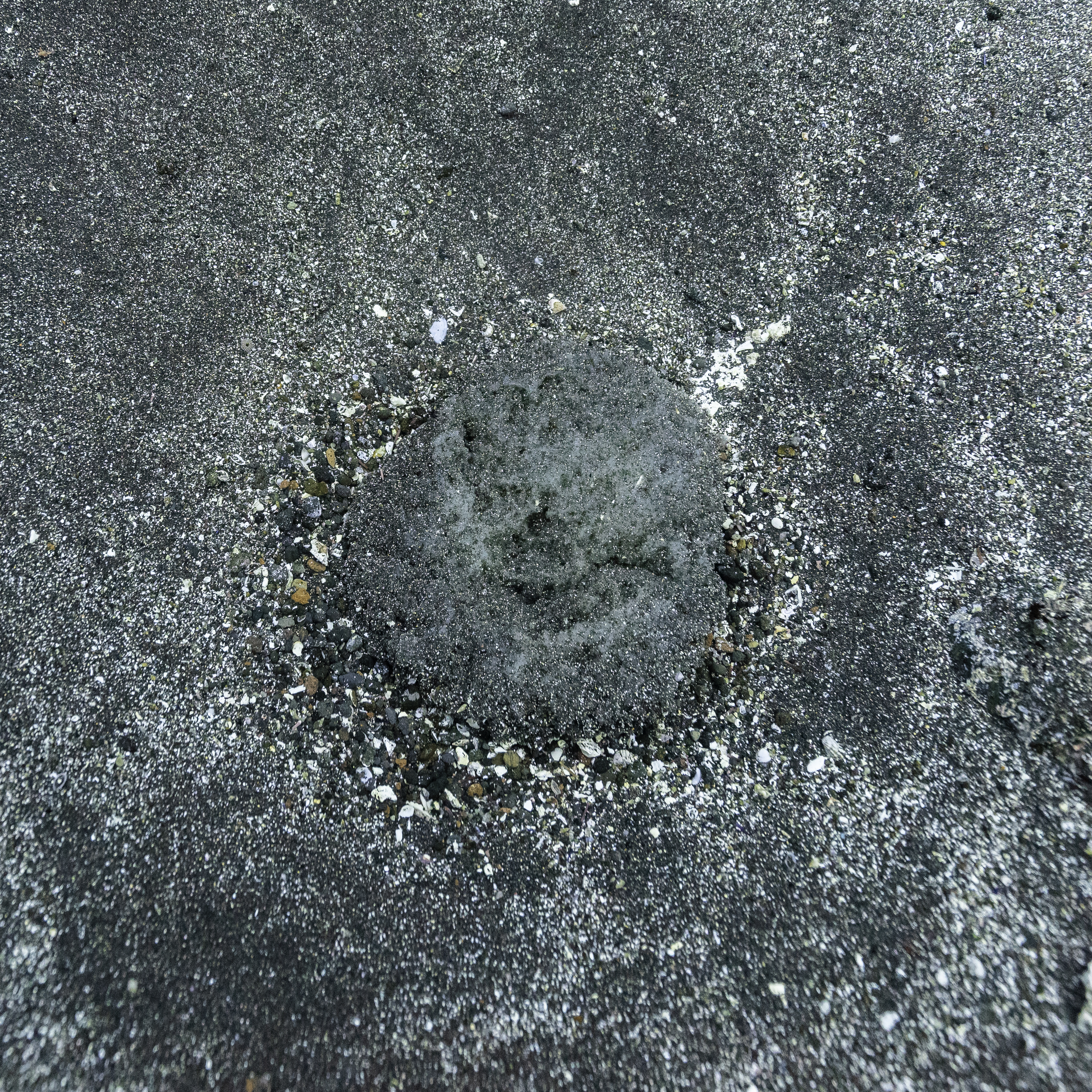
Detalle de las huevas.
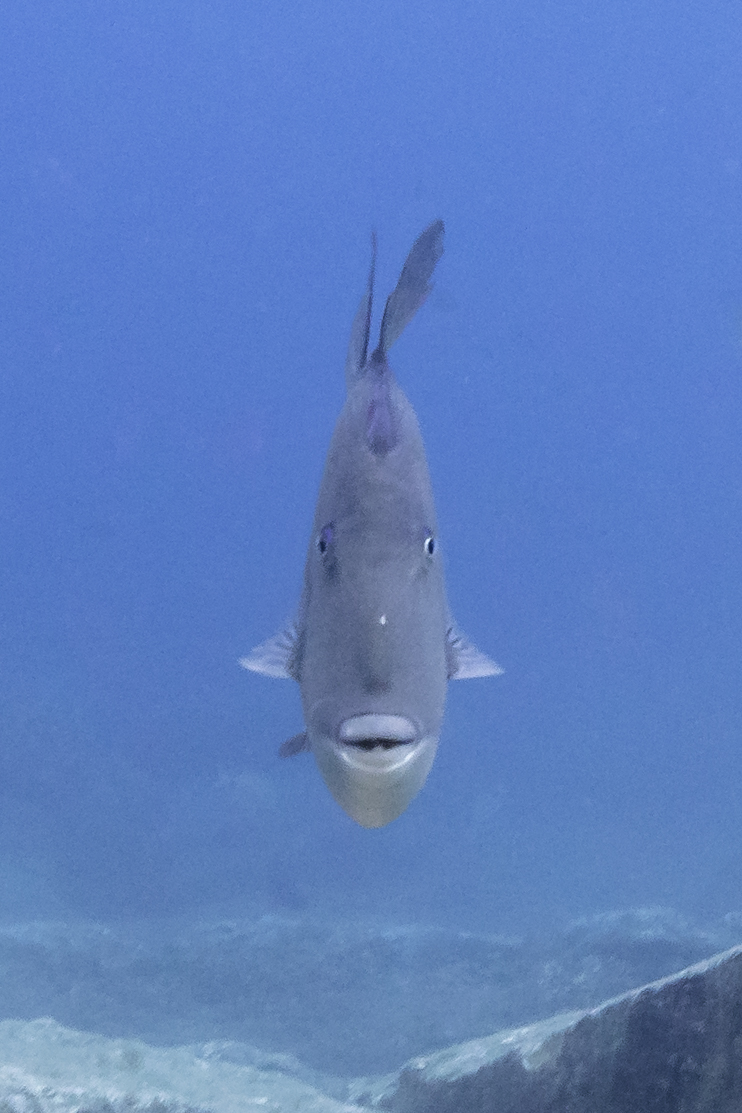
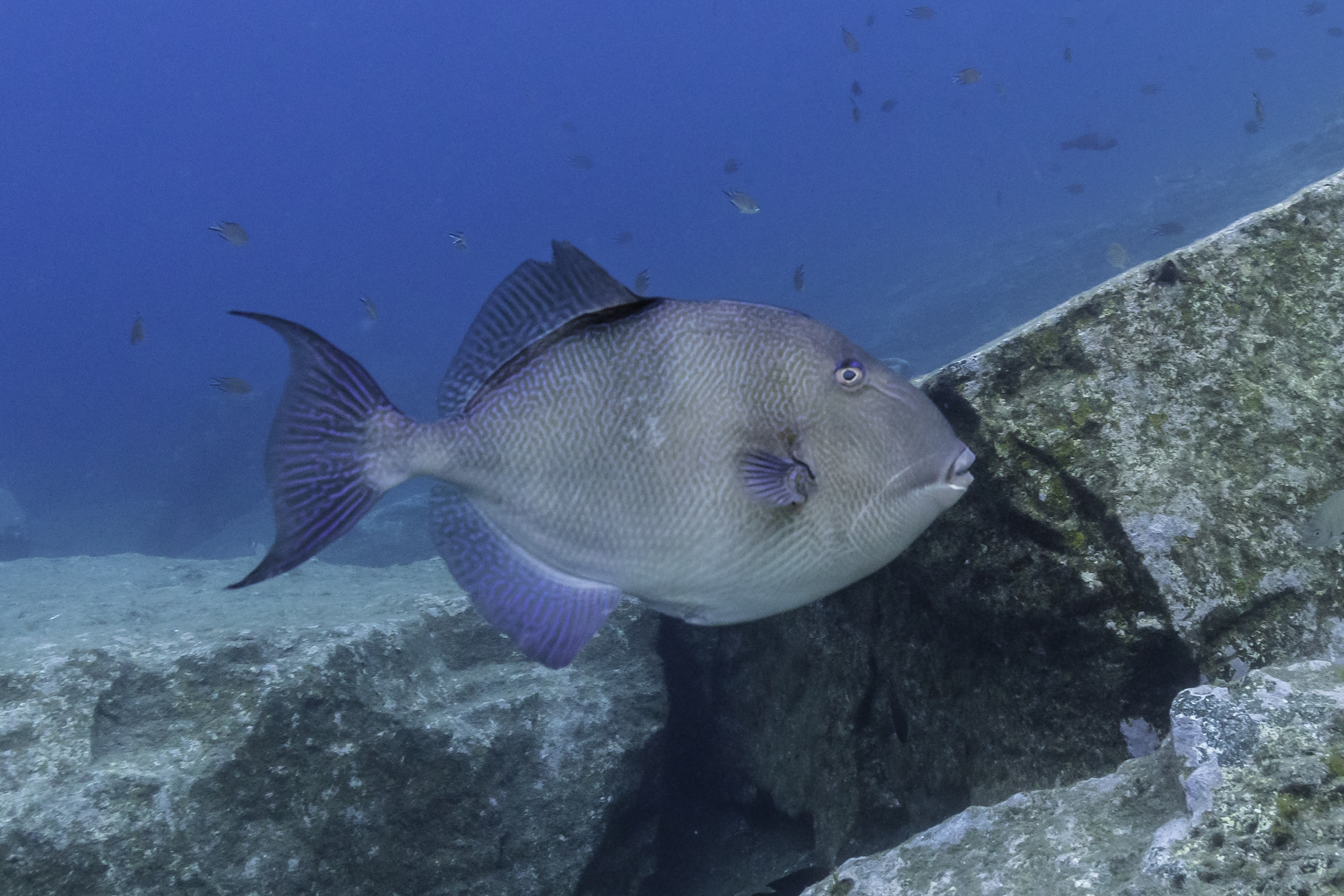
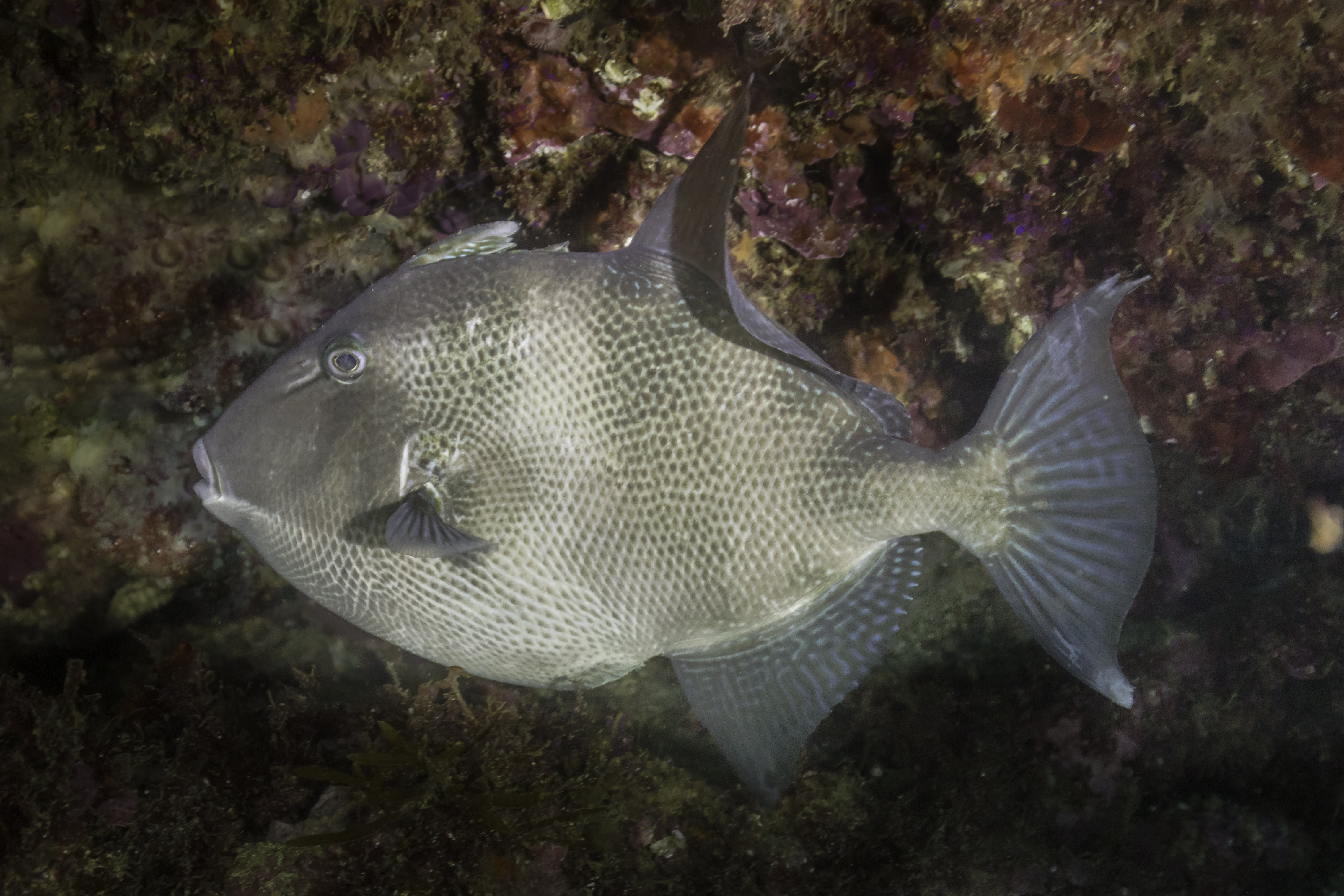
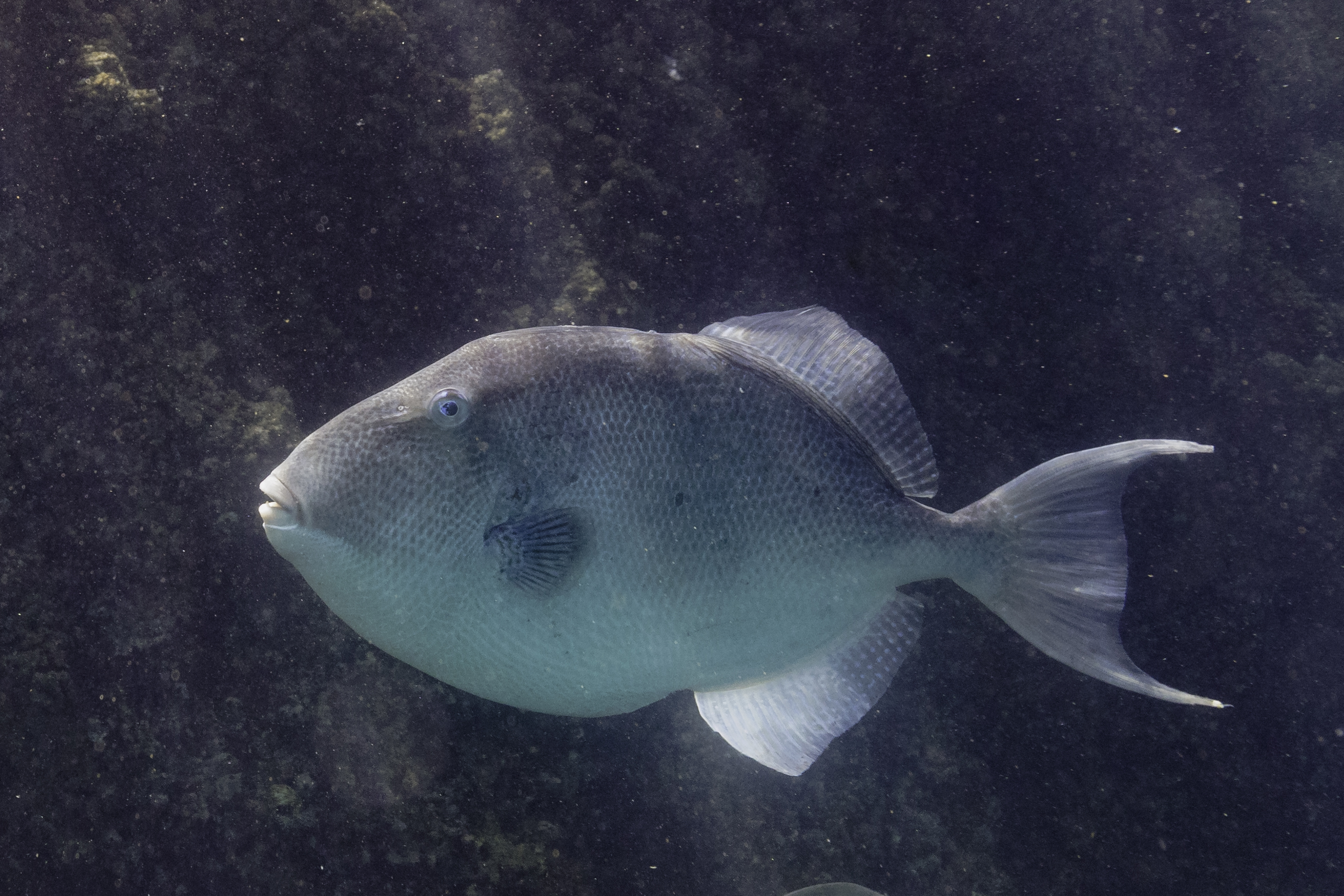